# Quedius sublimbatus
Quedius sublimbatus är en skalbaggsart som beskrevs av Mäklin 1853. Quedius sublimbatus ingår i släktet Quedius, och familjen kortvingar. Arten är reproducerande i Sverige.